# Julius Wissiak
Julius von Wissiak (3. července 1818 Benátky – 27. května 1890 Arco) byl rakousko-uherský admirál slovinského původu. Jako absolvent námořní akademie sloužil u námořnictva od roku 1837, kromě služby na různých lodích se uplatnil také jako pedagog. V roce 1863 byl povýšen do šlechtického stavu a jako kontradmirál byl nakonec zástupcem vrchního velitele rakousko-uherského námořnictva (1868–1870).

## Biografie

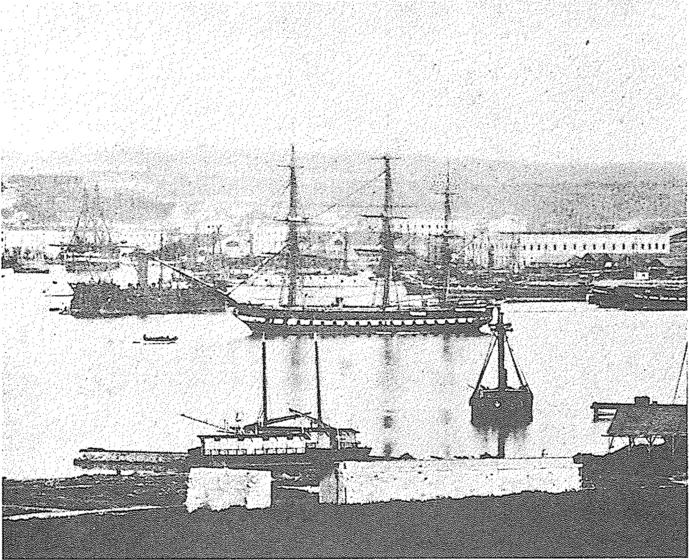
SMS Schwarzenberg, vlajková loď Julia Wissiaka 1861–1862

Pocházel ze slovinské rodiny (původní příjmení Bizjak), byl mladším synem c. k. majora Aloise Wissiaka (1782–1854), dlouholetého posádkového velitele v Terstu. Studoval na námořní akademii  Benátkách a v roce 1837 vstoupil jako kadet k rakouskému námořnictvu. Kromě služby u válečného námořnictva se plavil po Středomoří také na obchodních a dopravních lodích. V roce 1843 získal hodnost praporčíka a v revolučních bojích v letech 1848–1849 se zúčastnil blokády Benátek. Mezitím byl povýšen na poručíka II. třídy (1848) a poručíka I. třídy (1849). Jako velitel výcvikové lodi SMS Venus absolvoval v letech 1849–1850 cestu na Madeiru a do Neapole. V roce 1850 na lodi SMS Vulcan doprovázel arcivévody Maxmiliána a Karla Ludvíka při plavbě na Blízký východ. 
V roce 1852 byl povýšen na korvetního kapitána a sloužil u námořních základen v Terstu a Benátkách, mimo jiné vykonal několik cest do Londýna a Istanbulu. V letech 1855–1857 jako velitel výcvikových lodí SMS Venus a SMS Radetzky absolvoval několik cest po Středomoří s kadety námořní akademie. Mezitím byl v roce 1856 povýšen na fregatního kapitána a pověřen vedením námořní akademie v Terstu a část roku 1858 strávil na léčení v Karlových Varech. V roce 1858 obdržel hodnost kapitána řadové lodi a jako velitel fregaty SMS Bellona kotvil v Boce Kotorské. Během války se Sardinií byl velitelem fregaty SMS Adria (1859). V letech 1859–1860 byl velitelem námořní základny a pevnosti v Pule, ve stejné funkci pak v letech 1861–1862 sloužil v Benátkách. Mezitím byl od podzimu 1860 do léta 1861 velitelem fregaty SMS Schwarzenberg.
V letech 1862–1863 byl přednostou císařské námořní kanceláře a od července 1863 byl dočasně mimo aktivní službu. V roce 1864 byl dočasně velitelem námořní základny v Benátkách a v letech 1864–1865 vykonával funkci prezidenta celního soudu v Hamburku v rámci justiční správy Německého spolku. Ve funkci velitele námořní základny se v roce 1865 vrátil znovu do Benátek a v letech 1866–1867 byl velitelem oblastního námořního velitelství v Terstu. Mezitím byl k datu 4. května 1866 povýšen do hodnosti kontradmirála a v letech 1867–1868 byl velitelem C. k. námořní akademie v Rijece. Nakonec byl zástupcem šéfa námořní sekce na ministerstvu války a zároveň zástupcem vrchního velitele námořnictva (1868–1870). V únoru 1870 ze zdravotních důvodů požádal o dovolenou a nakonec k datu 15. října 1870 penzionován.

## Tituly a ocenění
V roce 1863 byl povýšen do šlechtického stavu s titulem rytíř. Během služby u námořnictva získal několik vyznamenání v Rakousku i v zahraničí. 

### Rakousko-Uhersko
- Služební odznak pro důstojníky III. třídy (1863)
- rytířský kříž Leopoldova řádu (1870)
- Válečná medaile (1873)

### Zahraničí
- komandérský kříž Řádu Guadalupe (1866, Mexiko)
- komandérský kříž Řádu sv. Mořice a sv. Lazara (1867, Itálie)